# Philip Jaisohn
Philip Jaisohn (kor. Seo Jae-pil 서재필; hancha: 徐載弼, ur. 7 stycznia 1864, zm. 5 stycznia 1951) – koreański działacz niepodległościowy, polityk i dziennikarz, lekarz patomorfolog.